# Дискографія Faith No More
Дискографія американського рок-гурту Faith No More складається з семи студійних альбомів, дев'ятнадцяти синглів, одного концертного альбому, п'яти збірок, чотирьох відео-альбомів.
Першим альбомом Faith No More був We Care a Lot, який вийшов 1985 року на лейблі Mordam Records. Незабаром гурт підписав контракт зі Slash Records і у квітні 1987 року випустив свій другий альбом Introduce Yourself. Незабаром після цього інші учасники гурту звільнили вокаліста, Чака Мослі, і замінили його на Майка Паттона. Під час туру на підтримку третього альбому, The Real Thing, Faith No More записали свій єдиний концертний альбом, You Fat Bastards: Live at the Brixton Academy, і випустили свій перший хітовий сингл, «Epic». Четвертий студійний альбом Angel Dust вийшов 1992 року і містив їхні два останні сингли номер один, «Midlife Crisis», і кавер-версію на пісню Лайонела Річі «Songs to Make Love To», не включені в початкову версію альбому. Після туру на підтримку Angel Dust і відходу давнього гітариста Джима Мартіна Faith No More випустили свій п'ятий студійний альбом, King for a Day... Fool for a Lifetime, у 1995 році. Їхній останній студійний альбом станом на 2015 рік, Album of the Year, випущений 3 червня 1997 року, був їхнім єдиним альбомом номер один.
Faith No More розпались 1998 року, і їхня перша збірка Who Cares a Lot?, вийшла пізніше того ж року з їхнім останнім синглом перед розформуванням, кавером на пісню гурту Bee Gees під назвою «I Started a Joke», після чого була однойменна музична відео компіляція Who Cares a Lot?: Greatest Videos. 2003 року вийшла їхня друга збірка під назвою, This Is It: The Best of Faith No More, а потім Epic and Other Hits 2005 року, The Platinum Collection і DVD збірка You Fat Bastards/Who Cares a Lot?2006 року і трьох-дискова збірка The Works 2008 року. Ще дві збірки, The Very Best Definitive Ultimate Greatest Hits Collection і Midlife Crisis: The Very Best of Faith No More, вийшли у 2009 і 2010 роках відповідно.
Після одинадцятирічної перерви Faith No More оголосили про возз'єднання у 2009 році. 18 травня 2015 року вони випустили свій сьомий студійний альбом, Sol Invictus, який дебютував під номером 15 на Billboard 200, вище за їхні два попередні студійні альбоми, і вирушили в гастролі на його підтримку.

## Альбоми

### Студійні альбоми
| 1985                                         | We Care a Lot - Вихід: Листопад 1985 - Лейбл: Mordam - Формат: CD, CS, LP, DI                          | —  | —  | — | —  | — | —  | — | — | —  | —  | |
| 1987                                         | Introduce Yourself - Вихід: 23 квітня 1987 - Лейбл: Slash - Формат: CD, CS, LP, DI                     | —  | 57 | — | —  | — | —  | — | — | —  | 88 | |
| 1989                                         | The Real Thing - Вихід: 20 червня 1989 - Лейбл: Slash - Формат: CD, CS, LP, DI                         | 11 | 2  | — | 16 | — | 56 | — | 3 | —  | 30 | - RIAA: Платиновий - ARIA: Платиновий - BPI: Срібний - CRIA: Платиновий - RIANZ: Золотий           |
| 1992                                         | Angel Dust - Вихід: 8 червня 1992 - Лейбл: Slash - Формат: CD, CS, LP, DI                              | 10 | 4  | 4 | 5  | 8 | 22 | 7 | 6 | 9  | 2  | - RIAA: Золотий - ARIA: Золотий - BPI: Срібний - BVMI: Золотий - CRIA: Платиновий - RIANZ: Золотий |
| 1995                                         | King for a Day... Fool for a Lifetime - Вихід: 28 березня 1995 - Лейбл: Slash - Формат: CD, CS, LP, DI | 31 | 2  | 9 | 22 | 8 | 8  | 6 | 3 | 7  | 5  | - ARIA: Золотий - BPI: Золотий - RIANZ: Золотий                                                    |
| 1997                                         | Album of the Year - Вихід: 3 червня 1997 - Лейбл: Slash - Формат: CD, CS, LP, DI                       | 41 | 1  | 5 | 4  | 2 | 31 | 5 | 1 | 16 | 7  | - ARIA: Платиновий                                                                                 |
| 2015                                         | Sol Invictus - Вихід: 19 травня 2015 - Лейбл: Reclamation - Формат: CD, LP, DI                         | 15 | 2  | 7 | 1  | 4 | 7  | 2 | 6 | 3  | 6  | |
| «—» позначає реліз, що не потрапив до чарту. | |    |    |   |    |   |    |   |   |    |    | |

### Концертні альбоми
| Рік  | Подробиці                                                                                  | Найвищі місця в чартах | Найвищі місця в чартах |
| Рік  | Подробиці                                                                                  | АВС                    | ВЕЛ                    |
| ---- | ------------------------------------------------------------------------------------------ | ---------------------- | ---------------------- |
| 1991 | Live at the Brixton Academy - Вихід: 4 лютого 1991 - Лейбл: Slash - Формат: CD, CS, LP, DI | 93                     | 20                     |

### Збірки
| 1998                                         | Who Cares a Lot? - Вихід: 24 листопада 1998 - Лейбл: Slash, London, Reprise                                         | 4 | 46 | — | 26 | 10 | —  | 37  | - ARIA: Платиновий - BPI: Срібний |
| 2003                                         | This Is It: The Best of Faith No More - Вихід: 28 січня 2003 - Лейбл: Rhino, WEA - Формат: CD, DI                   | — | —  | — | —  | —  | —  | —   |                                   |
| 2005                                         | Epic and Other Hits - Вихід: 2005 - Лейбл: Warner Bros. - Формат: CD, DI                                            | — | —  | — | —  | —  | —  | —   |                                   |
| 2006                                         | The Platinum Collection - Вихід: 10 січня 2006 - Лейбл: Warner Bros. - Формат: CD, DI                               | — | —  | — | —  | —  | —  | 38  |                                   |
| 2008                                         | The Works - Вихід: 31 березня 2008 - Лейбл: Rhino - Формат: CD, DI                                                  | — | —  | — | —  | —  | —  | —   |                                   |
| 2009                                         | The Very Best Definitive Ultimate Greatest Hits Collection - Вихід: 8 червня 2009 - Лейбл: Rhino - Формат: CD, DI   | — | —  | 6 | —  | 37 | 77 | 128 |                                   |
| 2010                                         | MidLife Crisis: The Very Best of Faith No More - Вихід: 20 вересня 2010 - Лейбл: Music Club Deluxe - Формат: CD, DI | — | —  | — | —  | —  | —  | —   |                                   |
| «—» позначає реліз, що не потрапив до чарту. | |   |    |   |    |    |    |     |                                   |

## Відеоальбоми
| Рік  | Подробиці                                                                                              | Сертифікації |
| ---- | --- | ------------ |
| 1990 | You Fat Bastards: Live at the Brixton Academy - Вихід: 20 серпня 1990 - Лейбл: Slash - Формат: LD, VHS | - : Золотий  |
| 1993 | Video Croissant - Вихід: 2 лютого 1993 - Лейбл: Slash, Warner Bros. - Формат: LD, VHS                  |              |
| 1999 | Who Cares a Lot: Greatest Videos - Вихід: 23 лютого 1999 - Лейбл: Slash, Reprise, Rhino - Формат: VHS  |              |
| 2006 | You Fat Bastards/Who Cares a Lot - Вихід: 23 травня 2006 - Лейбл: Slash, Reprise, Rhino - Формат: DVD  |              |

## Сингли
| 1983 | «Quiet in Heaven/Song of Liberty» (як Faith No Man)            | —  | —  | —  | —  | —  | —  | —  | —  | —  | —  |                                                     | неальбомний сингл                   |
| 1987 | «Chinese Arithmetic»                                           | —  | —  | —  | —  | —  | —  | —  | —  | —  | —  |                                                     | Introduce Yourself                  |
| 1987 | «We Care a Lot»                                                | —  | —  | —  | —  | —  | —  | —  | 40 | —  | 53 |                                                     | Introduce Yourself                  |
| 1988 | «Anne's Song»                                                  | —  | —  | —  | —  | —  | —  | —  | —  | —  | —  |                                                     | Introduce Yourself                  |
| 1989 | «From Out of Nowhere»                                          | —  | —  | —  | 83 | —  | —  | —  | —  | —  | 23 |                                                     | The Real Thing                      |
| 1989 | «Epic»                                                         | 9  | —  | 25 | 1  | —  | 51 | —  | 2  | —  | 25 | - RIAA: Золотий - ARIA: Платиновий - RIANZ: Золотий | The Real Thing                      |
| 1990 | «Falling to Pieces»                                            | 92 | —  | 40 | 26 | —  | —  | —  | 16 | —  | 41 |                                                     | The Real Thing                      |
| 1990 | «Surprise! You're Dead!»                                       | —  | —  | —  | —  | —  | —  | —  | —  | —  | —  |                                                     | The Real Thing                      |
| 1990 | «Edge of the World»                                            | —  | —  | —  | —  | —  | —  | —  | —  | —  | —  |                                                     | The Real Thing                      |
| 1992 | «Midlife Crisis»                                               | —  | 1  | 32 | 31 | 32 | 36 | —  | 32 | —  | 10 |                                                     | Angel Dust                          |
| 1992 | «A Small Victory»                                              | —  | 11 | —  | 84 | —  | —  | —  | —  | —  | 29 |                                                     | Angel Dust                          |
| 1992 | «Everything's Ruined»                                          | —  | —  | —  | 63 | —  | —  | —  | —  | —  | 28 |                                                     | Angel Dust                          |
| 1993 | «Easy»                                                         | 58 | —  | —  | 1  | 20 | 10 | 2  | 6  | 9  | 3  | - ARIA: Платиновий                                  | Angel Dust                          |
| 1993 | «Another Body Murdered» (спільно з Boo-Yaa T.R.I.B.E.)         | —  | —  | —  | —  | —  | —  | —  | 41 | —  | 26 |                                                     | Саундтрек Judgment Night            |
| 1995 | «Digging the Grave»                                            | —  | —  | —  | 12 | 48 | —  | 11 | 16 | 42 | 16 |                                                     | King for a Day, Fool for a Lifetime |
| 1995 | «Ricochet»                                                     | —  | —  | —  | 58 | —  | —  | —  | —  | —  | 27 |                                                     | King for a Day, Fool for a Lifetime |
| 1995 | «Evidence»                                                     | —  | —  | —  | 27 | —  | 42 | —  | 38 | —  | 32 |                                                     | King for a Day, Fool for a Lifetime |
| 1997 | «Ashes to Ashes»                                               | —  | —  | 23 | 8  | 76 | —  | 14 | 39 | 50 | 15 | - ARIA: Золотий                                     | Album of the Year                   |
| 1997 | «Last Cup of Sorrow»                                           | —  | —  | 14 | 66 | —  | —  | —  | 32 | —  | 51 |                                                     | Album of the Year                   |
| 1997 | «Stripsearch»                                                  | —  | —  | —  | 83 | —  | —  | —  | —  | —  | —  |                                                     | Album of the Year                   |
| 1998 | «This Town Ain't Big Enough for Both of Us» (спільно з Sparks) | —  | —  | —  | 69 | —  | —  | —  | —  | 7  | 40 |                                                     | Plagiarism                          |
| 1998 | «I Started a Joke»                                             | —  | —  | —  | 58 | —  | —  | —  | 38 | —  | 49 |                                                     | Who Cares a Lot?                    |
| 2014 | «Motherfucker»                                                 | —  | —  | —  | —  | —  | —  | —  | —  | —  | —  |                                                     | Sol Invictus                        |
| 2015 | «Superhero»                                                    | —  | —  | —  | —  | —  | —  | —  | —  | —  | —  |                                                     | Sol Invictus                        |
| 2016 | «Cone of Shame»                                                | —  | —  | —  | —  | —  | —  | —  | —  | —  | —  |                                                     | Sol Invictus                        |
|      | «—» позначає реліз, що не потрапив до чарту.                   |    |    |    |    |    |    |    |    |    |    |                                                     |                                     |

## Музичні відео
| Рік  | Пісня                    | Режисер                |
| ---- | ------------------------ | ---------------------- |
| 1988 | «We Care a Lot»          | Боб Біггс і Джей Браун |
| 1988 | «Anne's Song»            | Тамра Девіс            |
| 1989 | «From Out of Nowhere»    | Дуг Фріл               |
| 1990 | «Epic»                   | Ральф Зіман            |
| 1990 | «Falling to Pieces»      | Ральф Зіман            |
| 1990 | «Surprise! You're Dead!» | Біллі Гулд             |
| 1992 | «Midlife Crisis»         | Кевін Керслейк         |
| 1992 | «A Small Victory»        | Маркус Ніспел          |
| 1992 | «Everything's Ruined»    | Кевін Керслейк         |
| 1992 | «Easy»                   | Баррі Макгір           |
| 1993 | «Another Body Murdered»  | Маркус Рабой           |
| 1995 | «Digging the Grave»      | Маркус Рабой           |
| 1995 | «Ricochet»               | Алекс Геммінг          |
| 1995 | «Evidence»               | Волтер Стерн           |
| 1997 | «Ashes to Ashes»         | Тім Роєс               |
| 1997 | «Last Cup of Sorrow»     | Джозеф Кан             |
| 1997 | «Stripsearch»            | Філіп Штольцль         |
| 1998 | «I Started a Joke»       | Віто Рокко             |
| 2015 | «Sunny Side Up»          | Джо Лінч               |
| 2015 | «Separation Anxiety»     | Фінч Лінч              |
| 2016 | «Cone of Shame»          | Гоц Цветановський      |

## Інші появи
| Рік  | Пісня                                                  | Альбом                                                    |
| ---- | ------------------------------------------------------ | --------------------------------------------------------- |
| 1988 | «New Improved Song»                                    | Sounds Waves 2                                            |
| 1989 | «Sweet Emotion»                                        | Kerrang! Flexible Fiend 3                                 |
| 1991 | «The Perfect Crime»                                    | Bill & Ted's Bogus Journey: Music from the Motion Picture |
| 1992 | «Let's Lynch the Landlord»                             | Virus 100                                                 |
| 1993 | «Another Body Murdered» (спільно з Boo-Yaa T.R.I.B.E.) | Judgment Night: Music from the Motion Picture             |